# Tenato
Tenato nebo teneto je stará česká délková míra užívaná zejména v lesnictví. Podle pramenů z 18. století činilo jedno tenato celkem 120 loktů, tedy 70,97 metru. 
Pomocí této jednotky se pak vyměřovaly jednotlivé leče, které pak vyplývaly z délky obvodu pozemku vyjádřené právě v tenatech.

## Použitý zdroj
- Malý slovník jednotek měření, vydalo nakladatelství Mladá fronta v roce 1982, katalogové číslo 23-065-82